# Andrej Zyhmantowicz
Andrej Wikiencjewicz Zyhmantowicz (biał. Андрэй Вікенцьевіч Зыгмантовiч, ros. Андрей Викентьевич Зыгмантович, Andriej Wikentijewicz Zygmantowicz; ur. 2 grudnia 1962 w Mińsku) – białoruski piłkarz, grający na pozycji obrońcy, reprezentant Związku Radzieckiego i Białorusi, trener piłkarski.

## Kariera piłkarska
Jest wychowankiem szkoły sportowej nr 5 w Mińsku. Przez całe lata 80. związany był z Dynamem Mińsk. W 1982 sięgnął z tym z klubem po Mistrzostwo Związku Radzieckiego. Przez kilka sezonów był jednym z najlepszych zawodników mińskiego zespołu. Uważany był również za jednego z najlepszych piłkarzy na Białorusi. Od początku lat 90. (z krótką przerwą w 1992) występował za granicą: w holenderskim FC Groningen i hiszpańskim Racingu Santander. W radzieckiej Wyższej Lidze rozegrał 262 mecze, strzelając 20 bramek. W Eredivisie wystąpił 29 razy, strzelają 2 bramki, zaś w Primera División zagrał w 81 meczach.
28 marca 1984 zadebiutował w reprezentacji ZSRR. Był jednym z jej podstawowych zawodników w latach 1984–1986, kiedy kadrę prowadził były szkoleniowiec Dynama Mińsk, Eduard Małofiejew. Po zastąpieniu Małofiejewa przez Walerego Łobanowskiego długo nie był w stanie zdobyć jego zaufania i pozostawał poza kadrą. Powrócił do niej w 1988 i znów stał się jednym z najważniejszych piłkarzy. Uczestniczył w nieudanym dla drużyny radzieckiej Mundialu 1990. Ostatnim jego występem w Sbornej był rozegrany na tym turnieju mecz z drużyną Kamerunu, w którym również strzelił bramkę. Łącznie wystąpił 36 razy w reprezentacji ZSRR, strzelił 3 gole.
Po rozpadzie Związku Radzieckiego znalazł się w składzie reprezentacji Białorusi. W latach 1992–1995 rozegrał 11 meczów w kadrze narodowej, pełniąc również rolę kapitana.
W 1992 i 1994 zdobył nagrodę dla najlepszego białoruskiego piłkarza.

## Kariera szkoleniowa
Pracę trenera rozpoczął w 1996 po zakończeniu występów w Racingu. Prowadził drużyny dziecięce w Santanderze, a następnie amatorski zespół San Agustín. W lipcu 2001 powierzono mu rolę pierwszego trenera Naftanu Nowopołock. W latach 2002–2003 prowadził Dynama Mińsk. Od 2004 współpracował z białoruską federacją piłkarską, szkoląc m.in. reprezentację juniorów oraz pomagając selekcjonerowi pierwszej reprezentacji Juremu Puntusowi. Wiosną 2007 objął funkcję szkoleniowca MTZ-RIPA Mińsk, zastępując Eduarda Małofiejewa, jednak pod koniec czerwca ustąpił miejsca Puntusowi, który wcześniej zrezygnował z pracy z reprezentacją. Od 2007 szkolił piłkarzy litewskiego FBK Kowno. Od lipca do października 2008 był asystentem portugalskiego szkoleniowca José Couceiro. Ponownie objął funkcję głównego trenera po rezygnacji Portugalczyka, który postanowił skoncentrować się na pracy z litewską drużyną narodową.
27 października 2014 został mianowany pełniącym obowiązki trenera seniorskiej reprezentacji Białorusi.
W roku 2018 został głównym trenerem w drużynie FC Ruch Brześć, z którą wygrał II ligę Białorusi w piłce nożnej. Sezon 2019 Andrej Zyhmantowicz rozpocznie z drużyną FC Ruch już w I lidze Białorusi w piłce nożnej.

## Sukcesy
Piłkarz
Piłkarz roku na Białorusi (2): 1992, 1994
Trener
FC Ruch Brześć:
Mistrz II ligi Białorusi w piłce nożnej (1): 2018